# روبن داریو گینگا
روبن داریو گینگا (اسپانیایی: Rubén Darío Gigena‎؛ زادهٔ ۲ اکتبر ۱۹۸۰) بازیکن فوتبال اهل آرژانتین است.

## باشگاهی
از باشگاه‌هایی که در آن بازی کرده‌است می‌توان به باشگاه فوتبال کروز آزول، باشگاه ورزشی آئوداکس ایتالیانو، باشگاه فوتبال نیولز اولد بویز، باشگاه فوتبال لیبرتاد، و باشگاه فوتبال القادسیه عربستان سعودی اشاره کرد.